# Bacia de Petén
A bacia de Petén é uma sub-região geográfica da Mesoamérica, situada na porção norte da actual Guatemala, e quase totalmente contida no departamento de El Petén. Durante os períodos pré-clássico tardio e clássico, foi ali que muitos centros maias como Tikal floresceram, e onde surgiu o distinto estilo Petén da arquitectura maia e inscrições.